# Турнир на приз газеты «Советский спорт» 1957
Первый турнир на приз газеты «Советский спорт» было разыгран с 10 по 20 сентября 1957 года. В нём сыграли участники первого этапа класса «А» чемпионата СССР, за исключением команды из Перми.
Соревнования полностью повторяли место, схему и правила проведения своего предшественника — участники играли на катке «Сокольники» по олимпийской системе по одному матчу. По его окончании объявлялась заранее назначенная фора для одной из команд, которая устанавливала окончательный результат. В случае ничьей победителем становилась команда, дававшая фору сопернику.
В матче первого этапа между «Крыльями Советов» и «Спартаком», действующие чемпионы, ведя 5:2, за минуту до конца матча выпустили шестого полевого игрока, и, забив гол, добились необходимого для себя конечного ничейного результата. При этом официально величина гандикапа раскрывалась только после финального свистка.

Единственным, кому удалось воспользоваться предстартовым преимуществом, стал челябинский «Авангард», в полуфинале турнира опередивший чемпиона страны. В двух случаях команды, имевшие фору выигрывали без её помощи.

## Список участников
| Команды класса «А» |
| --- |
| - «Авангард» Ленинград - «Авангард» Челябинск - «Даугава» Рига - «Динамо» Москва - «Динамо» Новосибирск - «Крылья Советов» Москва - «Локомотив» Москва - «Спартак» Свердловск - «Спартак» Москва - «Торпедо» Горький - «Химик» Воскресенск - Команда города Электростали - СКВО Калинин - СКВО Ленинград - ЦСК МО |

## 1/8 финала
| 10.09.1957 | «Динамо» Москва         | «Спартак» Свердловск | 11:1 (11:7) |
| 10.09.1957 | «Авангард» Ленинград    | «Химик» Воскресенск  | 4:2 (6:2)   |
| 11.09.1957 | «Торпедо» Горький       | СКВО Ленинград       | 4:0 (6:0)   |
| 11.09.1957 | ЦСК МО                  | «Даугава» Рига       | 17:1 (17:8) |
| 12.09.1957 | «Крылья Советов» Москва | «Спартак» Москва     | 6:2 (6:6)   |
| 13.09.1957 | «Авангард» Челябинск    | «Динамо» Новосибирск | 4:0 (4:3)   |
| 13.09.1957 | «Локомотив» Москва      | СКВО Калинин         | 6:2 (6:5)   |

## 1/4 финала
| 14.09.1957 | ЦСК МО                  | «Торпедо» Горький           | 10:0 (10:6) |
| 14.09.1957 | «Крылья Советов» Москва | Команда города Электростали | 15:1 (15:7) |
| 15.09.1957 | «Авангард» Челябинск    | «Авангард» Ленинград        | 7:3 (7:6)   |
| 15.09.1957 | «Динамо» Москва         | «Локомотив» Москва          | 7:1 (7:5)   |

## 1/2 финала
| 17.09.1957 | «Авангард» Челябинск | «Крылья Советов» Москва | 3:4 (7:4) |
| 18.09.1957 | ЦСК МО               | «Динамо» Москва         | 7:2 (7:5) |

## Финал
| 20.09.1957 | ЦСК МО | 12:2 (12:6) (4:0, 3:1, 5:1) | «Авангард» Челябинск | Каток «Сокольники», Москва |

| Отчёт                                                                           | Отчёт | Отчёт                | Отчёт | Отчёт |
| ------------------------------------------------------------------------------- | ----- | -------------------- | ----- | ----- |
|                                                                                 |       |                      |       |       |
|                                                                                 |       |                      |       |       |
|                                                                                 | Голы: |                      |       |       |
| В.Брунов – 3, Ю.Копылов – 3, Ю.Баулин – 2, В.Елизаров – 2, К.Локтев, Ю.Пантюхов | -     | А.Ольков, В.Каравдин |       |       |
|                                                                                 |       |                      |       |       |
|                                                                                 |       |                      |       |       |
|                                                                                 |       |                      |       |       |
|                                                                                 |       |                      |       |       |
|                                                                                 |       |                      |       |       |